# Wang Shu
Wang Shu (på kinesiska: 王澍), född 4 november 1963 i Ürümqi, Xinjiang, är en kinesisk arkitekt. År 2012 belönades Wang Shu med Pritzkerpriset.

## Biografi
Wang Shu föddes i Xinjiang, men härstammar från Jiaokou i Shanxi-provinsen. Sin utbildning valde Wang Shu som en kombination av sin passion, konst, och föräldrarnas rekommendation, att studera till ingenjör. År 1988 tog Shu sin master i arkitektur vid Nanjings tekniska universitet. Shu startade Amateur Architecture Studio tillsammans med sin fru, Lu Wenyu, år 1997. Företaget är baserat i Hangzhou. Shus tillbringade första tiden med att studera traditionell kinesisk byggkonst vid olika byggen. Dessa kunskaper använder sedan Shu vid samtida byggen. Att Shu gav sitt företag namnet Amateur (engelska ordet för amatör) vill vissa Shus syn på arkitektur som något spontant och experimentellt. 
År 2000 blev Wang Shu professor vid Kinas konstakademi i Hangzhou och år 2003 ansvarig för dess arkitekturavdelning.

## Byggprojekt(i urval)
- Fritidsgård, Haining, 1990

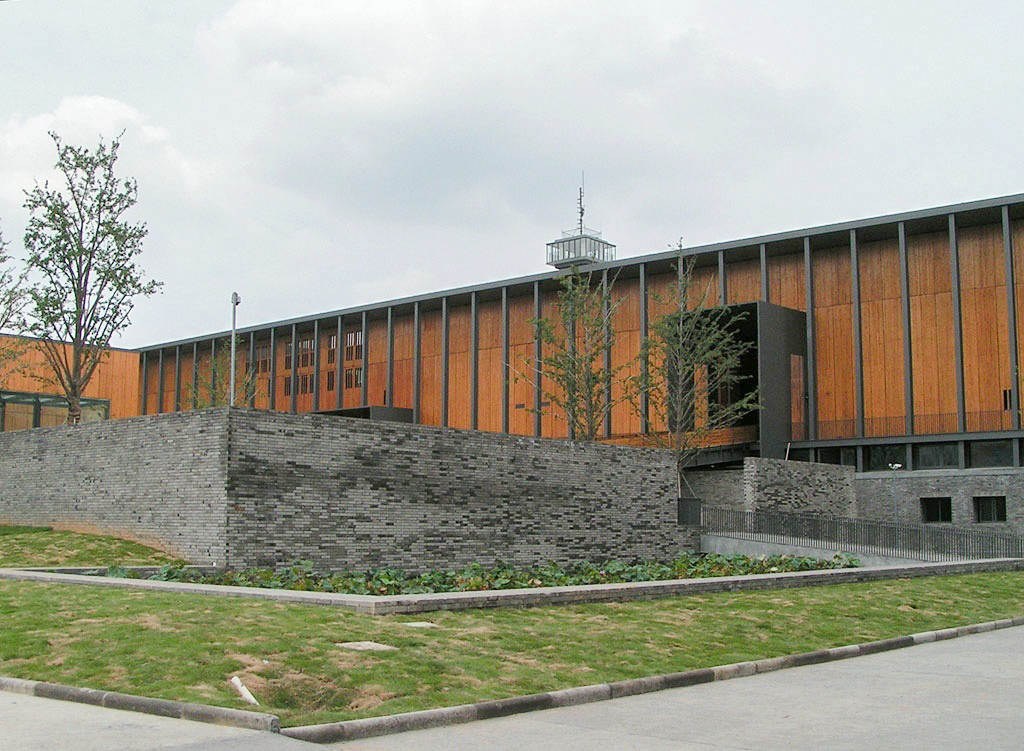
Museet för samtida konst i Ningbo

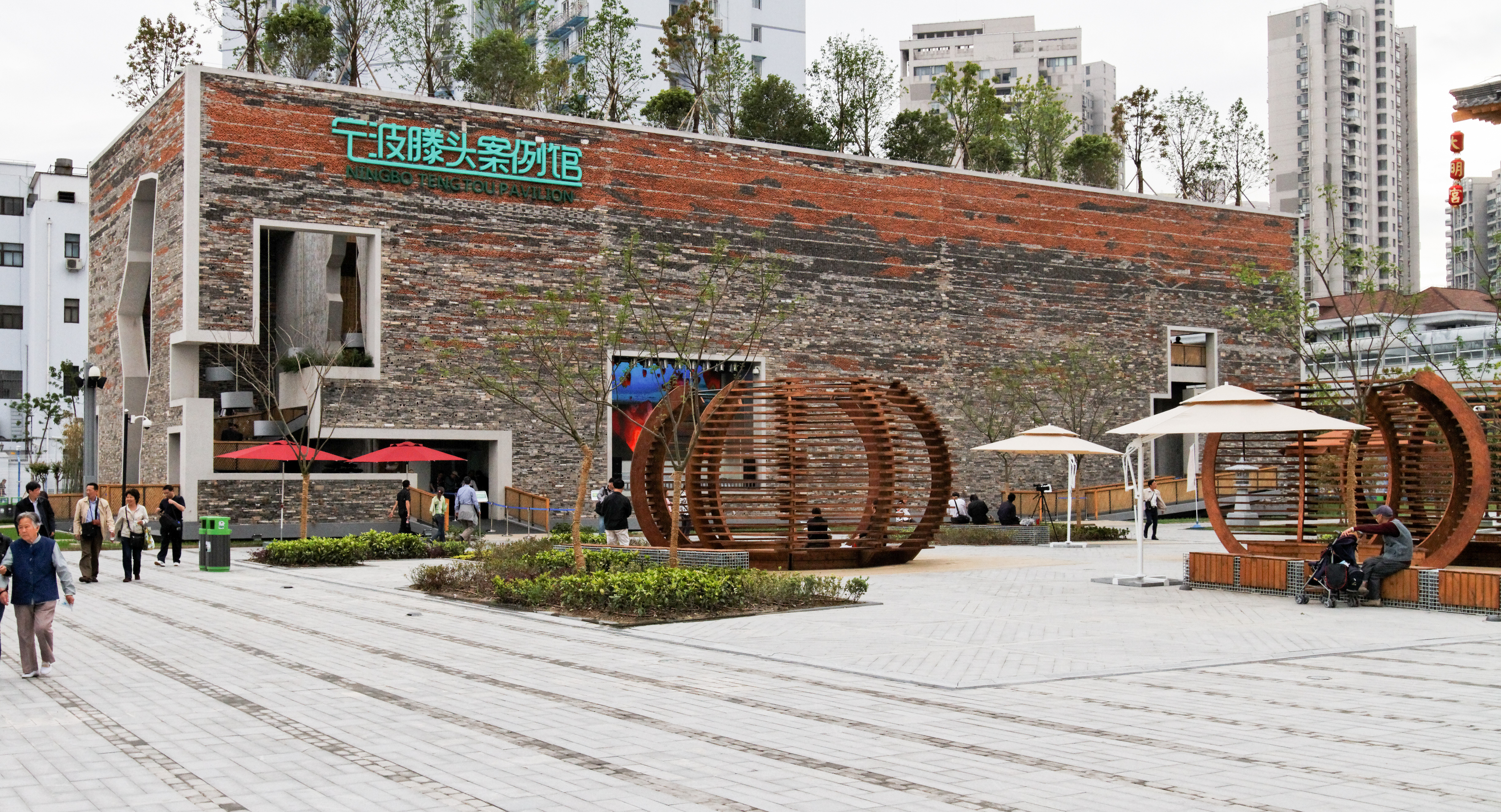
Ningbo Tengtoupaviljongen på Expo 2010 i Shanghai

- Biblioteket vid Wenzheng College vid Soochow Universitet, Suzhou, 2000
- Ningbo konstmuseum, 2005
- Vertical Courtyard Apartments, Hangzhou, 2007
- Sanhe House, Nanjing, 2003
- Ceramic House, Jinhua, 2006
- Five Scattered Houses, Ningbo, 2006
- Ningbo museum, Ningbo, 2006
- Tiles garden, Venedigbiennalen, Italien, 2006
- Ningbo Tengtou Pavilion Expo 2010, Shanghai, 2010
- City Cultural Center, Jinhua 2010
- Buddhist Institute Library, Hangzhou, 2011